# Nicolás López
Artikeln följer den spanska namnseden; faderns efternamn är López och moderns efternamn Alonso.
Nicolás Federico López Alonso, född 1 oktober 1993 i Montevideo, är en uruguayansk professionell fotbollsspelare som spelar för Tigres UANL. 

## Klubbkarriär
Efter två säsonger i Nacionals seniorlag, flyttade han till Italien för att skriva ett kontrakt med Roma. 

## Landslagskarriär
López deltog i Uruguays trupp vid sydamerikanska U20-mästerskapet i fotboll 2013 som spelades i Argentina. Under turneringen gjorde han sex mål, vilket gjorde honom till spelaren med flest gjorda mål.
López deltog i Uruguays trupp vid U20-världsmästerskapet i fotboll 2013 som spelades i Turkiet. Under turneringen gjorde han fyra mål och han erhöll Silver Ball som turneringens näst bäste spelare.

## Meriter
| Meriter inom klubb- och landslag Uruguay - U20-världsmästerskap: silvermedaljör 2013 Nacional - Primera División de Uruguay: 2010–11 Roma Primavera (Romas ungdomslag) - Coppa Italia Primavera: 2011–12 | Individuella meriter - Främste målskytt vid sydamerikanska U20-mästerskapet 2013 - Silverbollen vid U20-VM 2013 |